# HD 2638
 HD 2638  es una débil estrella de magnitud aparente 10, que se encuentra en la  constelación de Cetus. Es una enana amarilla y es similar a nuestro Sol. Sólo un pequeño telescopio se requiere para verla.
En 2005 el descubrimiento de un planeta extrasolar orbitándola fue anunciado por el Equipo de Búsqueda de Planetas Extrasolares de Ginebra.
| Acompañante (En orden desde la estrella) | Masa (MJ) | Período orbital (días) | Semieje mayor (UA) | Excentricidad |
| ---------------------------------------- | --------- | ---------------------- | ------------------ | ------------- |
| b                                        | >0.48     | 3.4442 ± 0.0002        | 0.044              | 0             |